# زنبقیان
زَنبَقیان (Iridaceae) تیره‌ای از مارچوبه‌سانان است با انواع ساقه‌های زیرزمینی و برگ‌های خطی یا نواری که گُل‌پوش شش‌قطعه‌ای و خامهٔ سه‌قسمتی و سه پرچم دارند و میوهٔ آنها پوشینه است.
زنبقیان تیره‌ای از گیاهان گل‌دار است که حدود ۱۵۰۰ گونه در ۶۰ جنس را در بر می‌گیرد. پراکنش این تیره به طوری است که در نواحی مختلف کره زمین دیده می‌شوند. زنبق معمولاً در خاک‌های خنثی یا قلیایی و سبک و قابل نفوذ رشد می‌نماید.

## نگارخانه

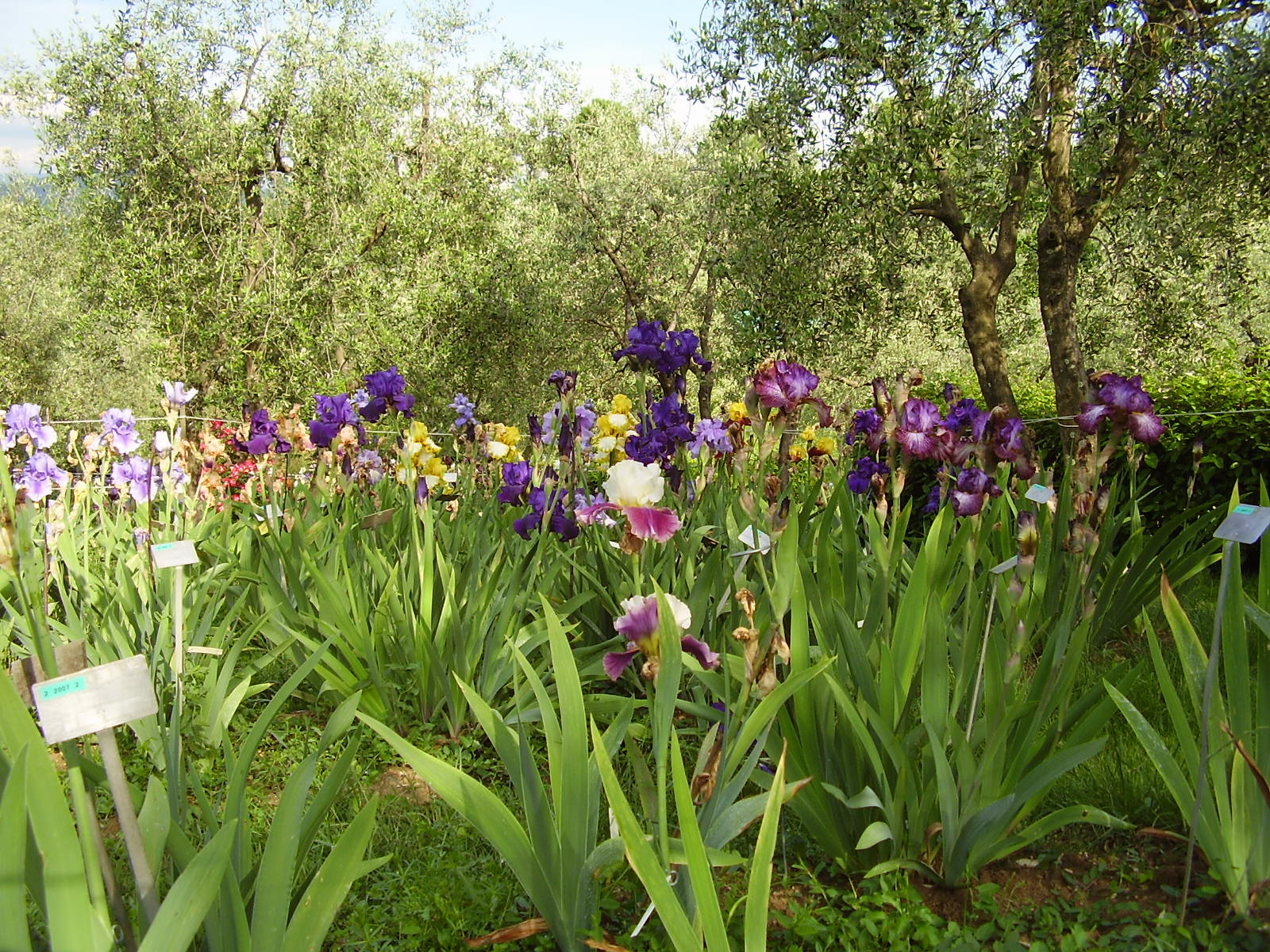
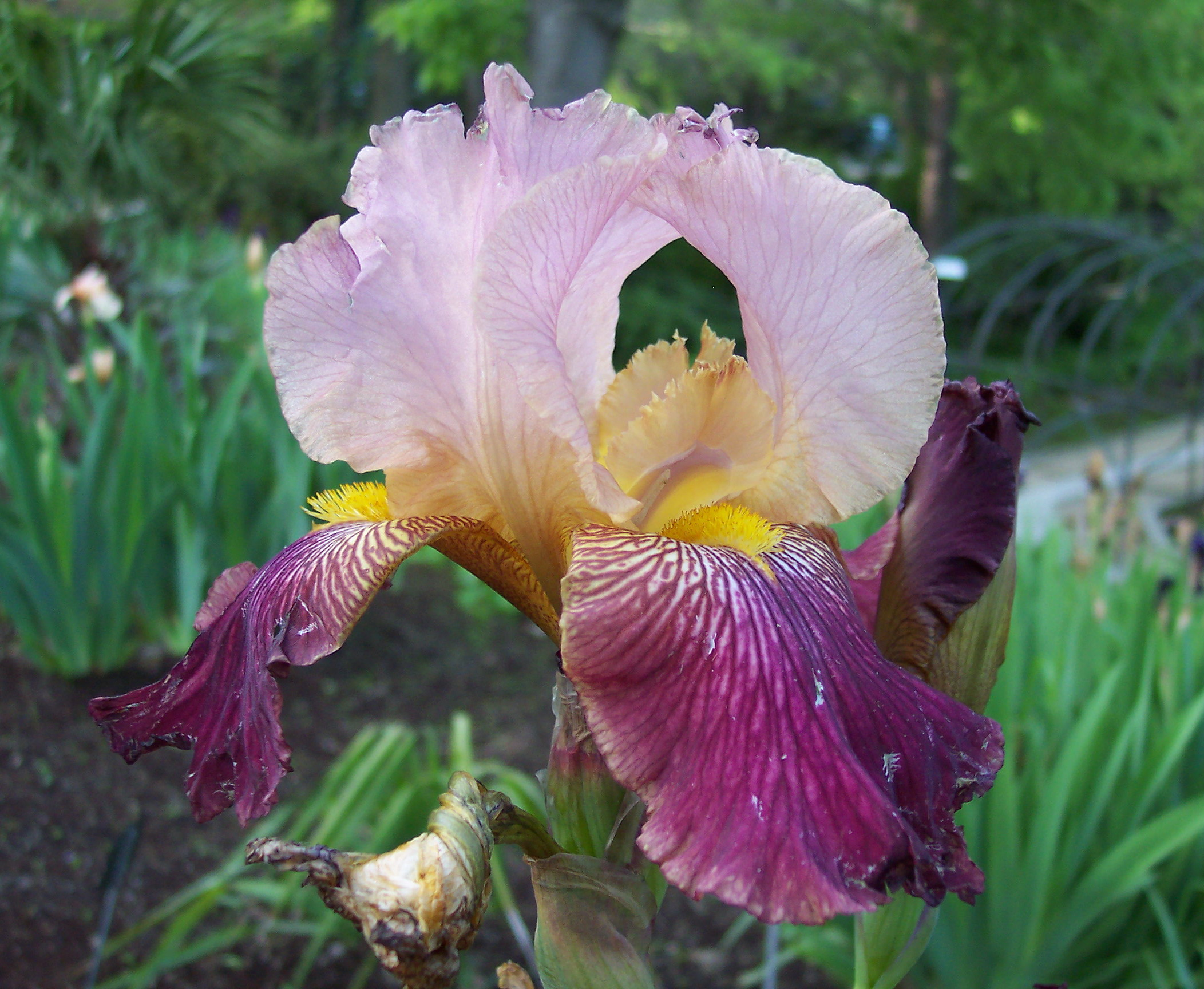
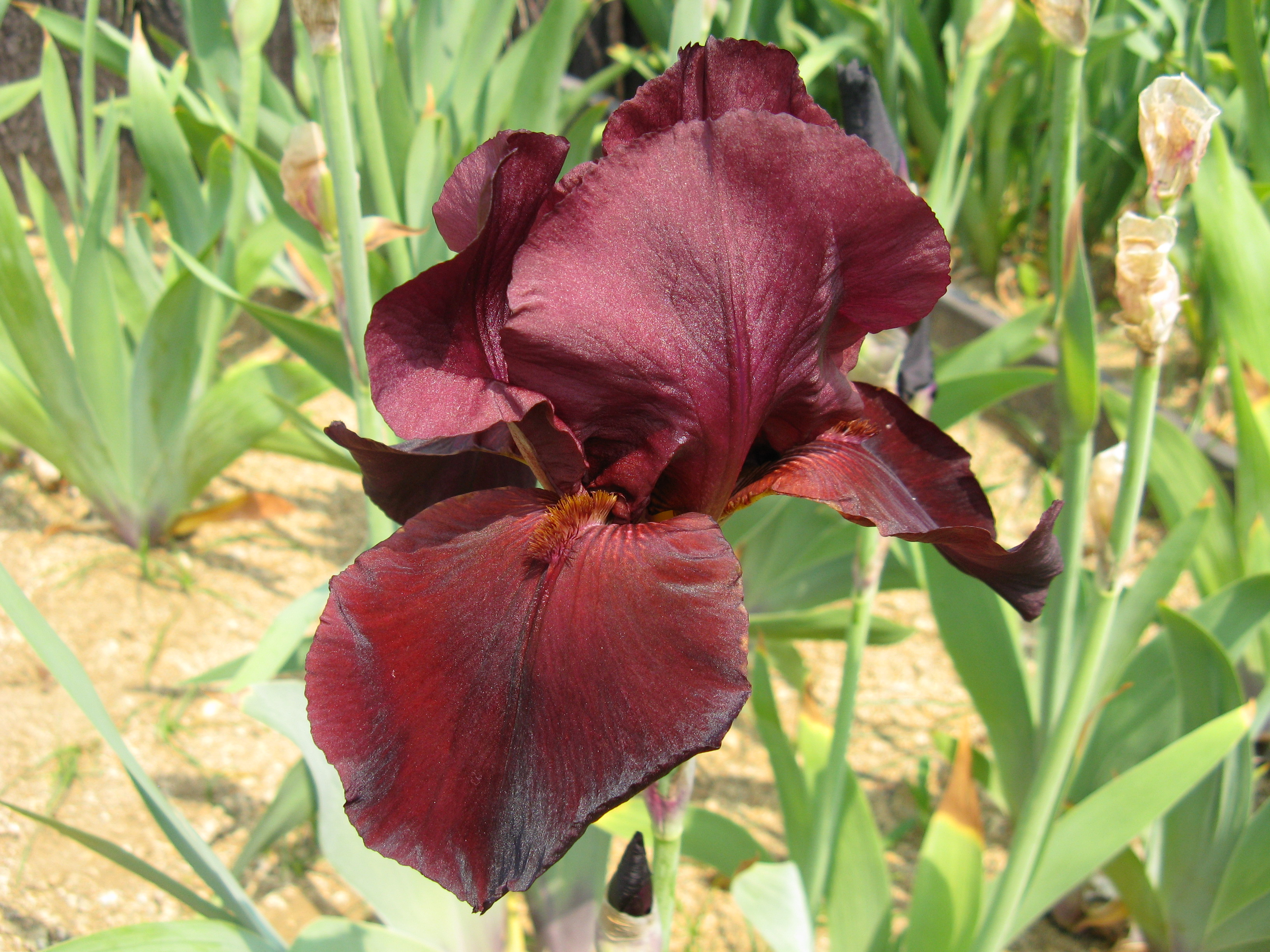
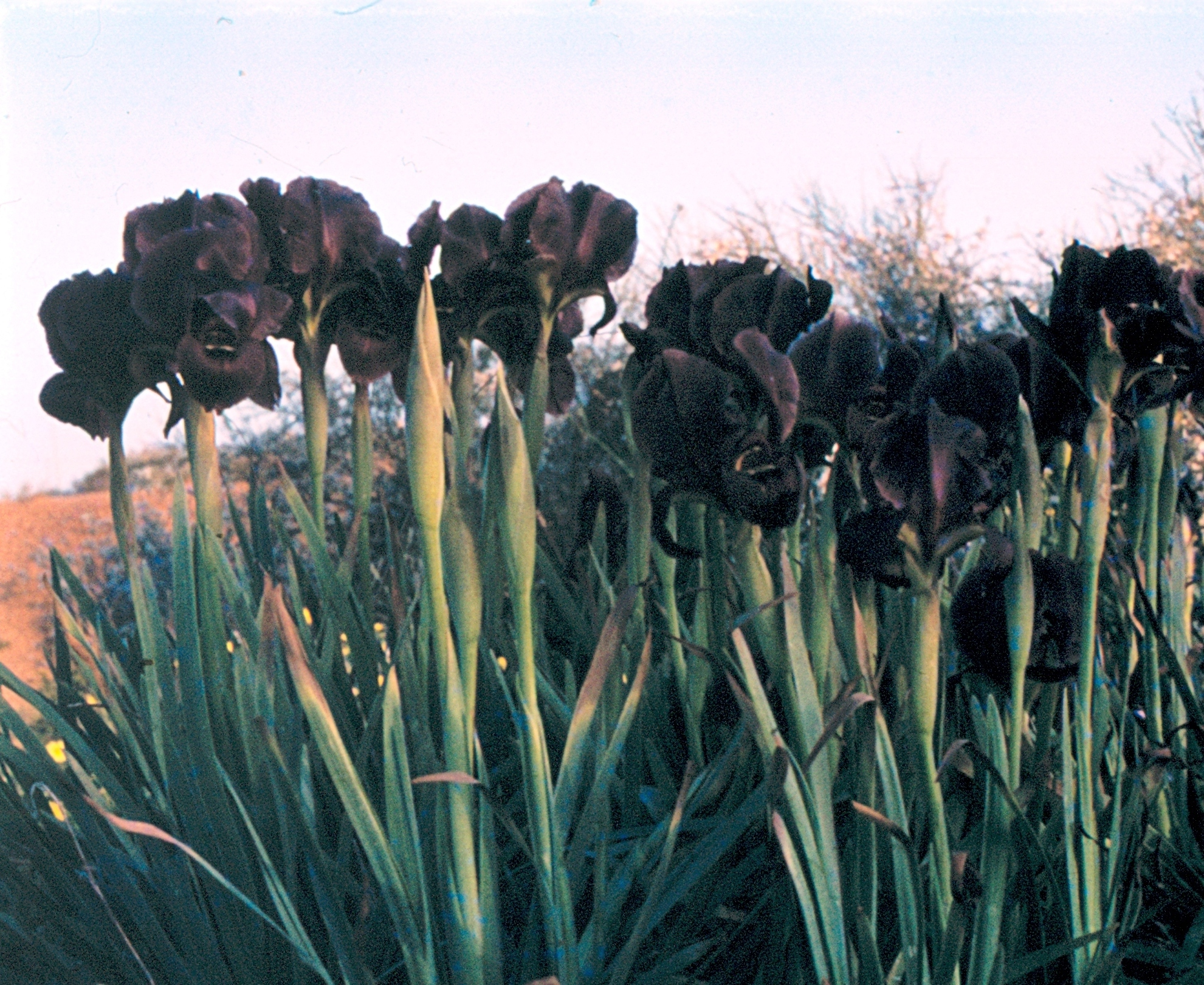
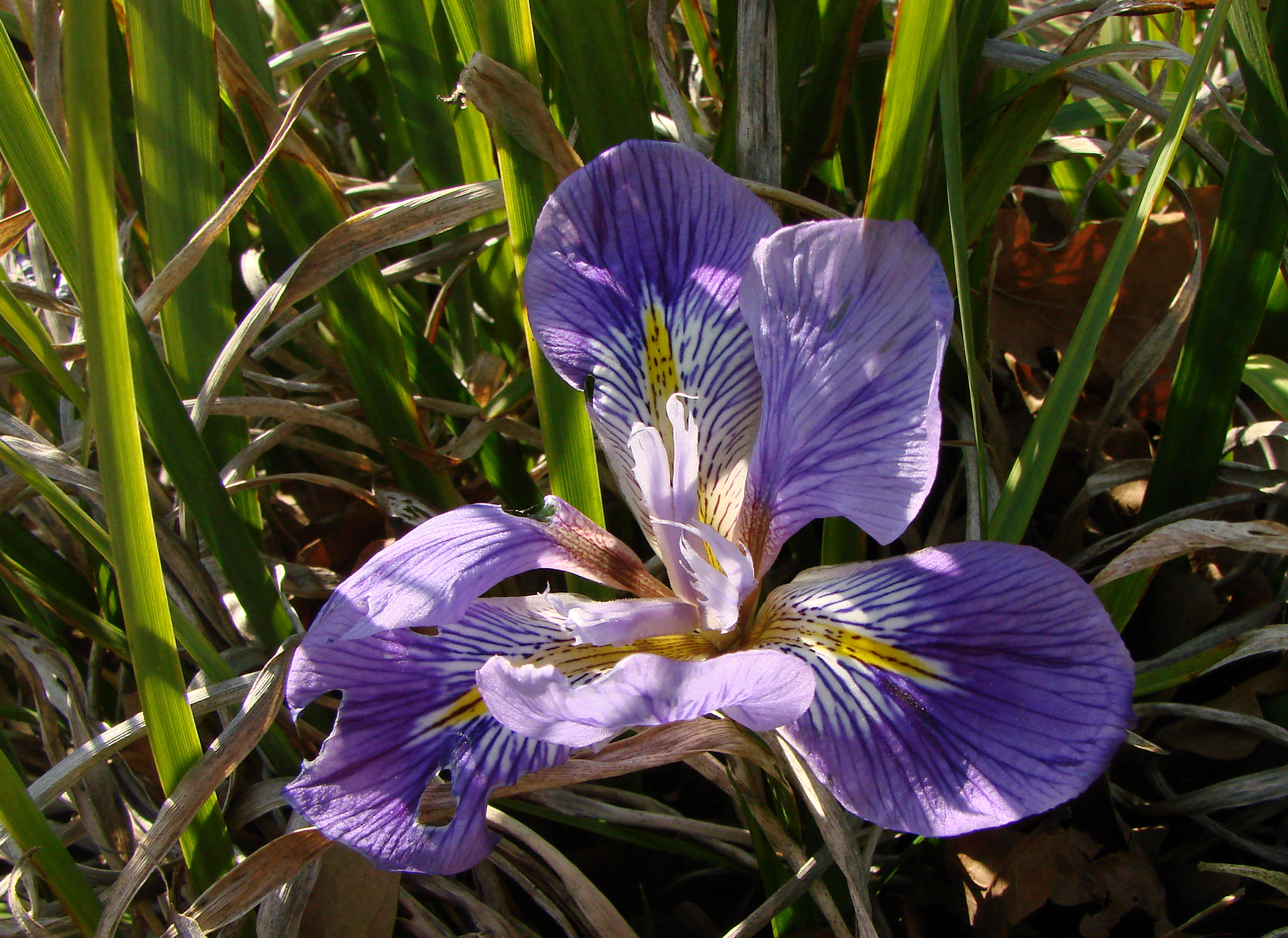
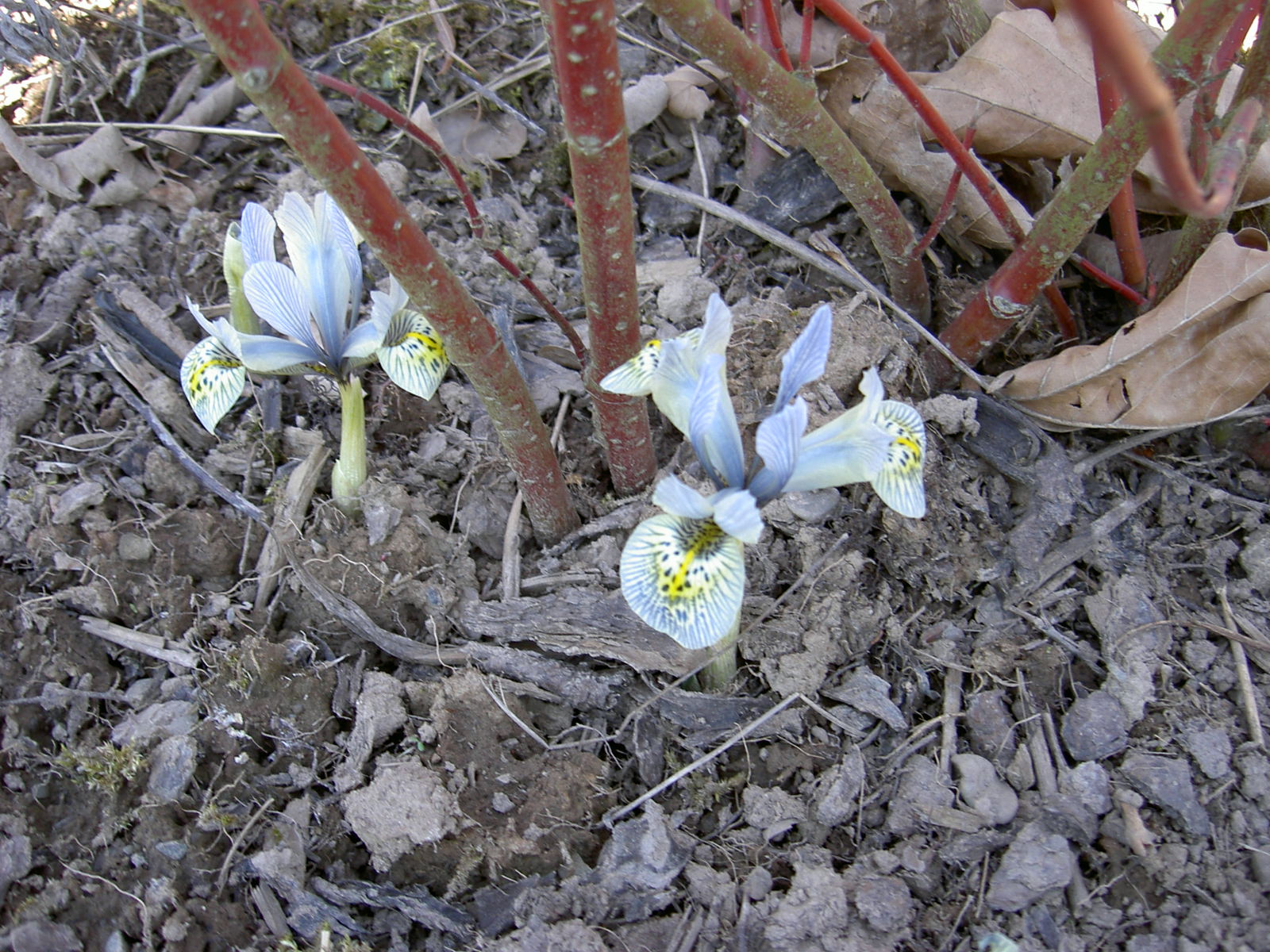
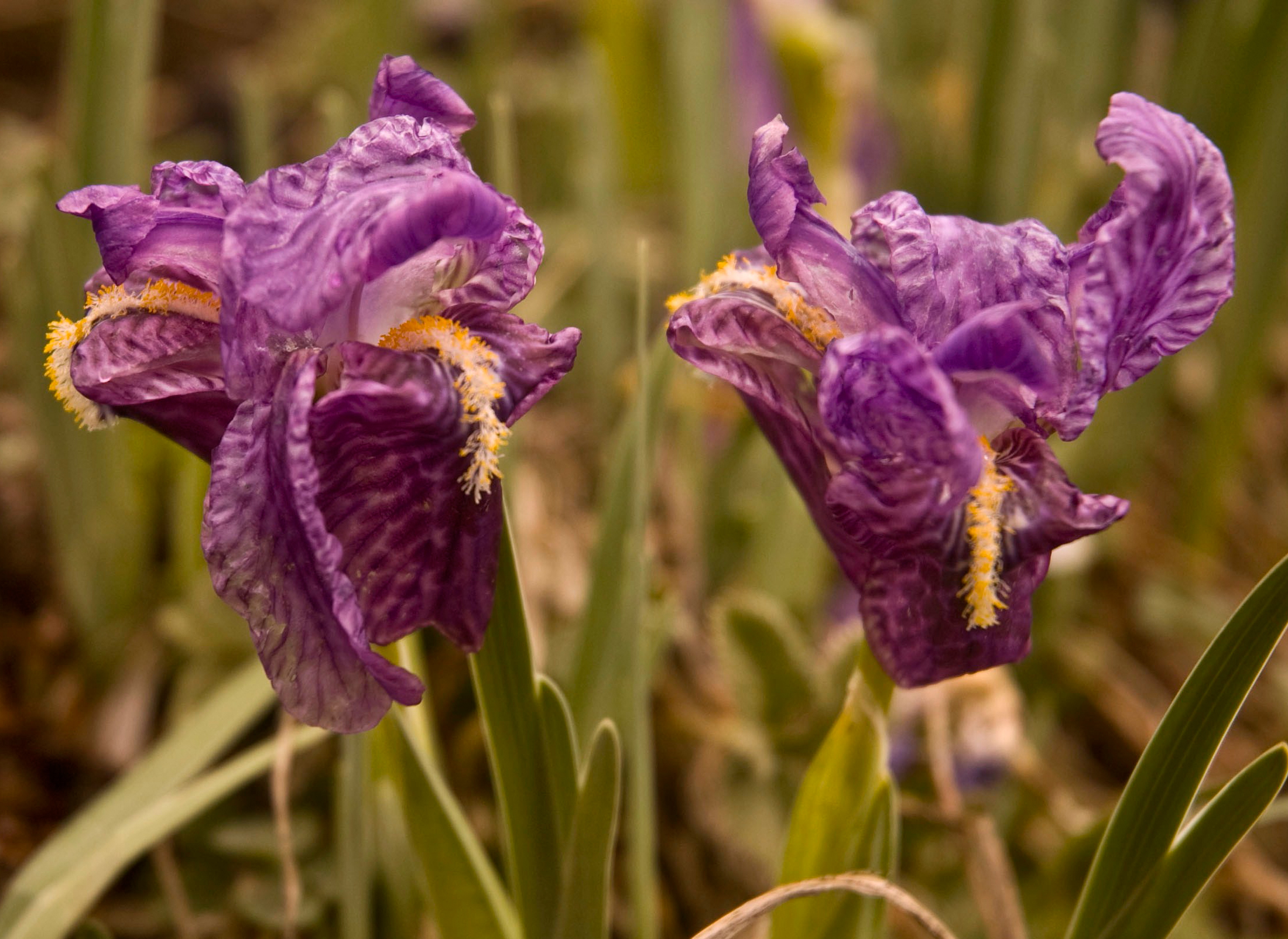
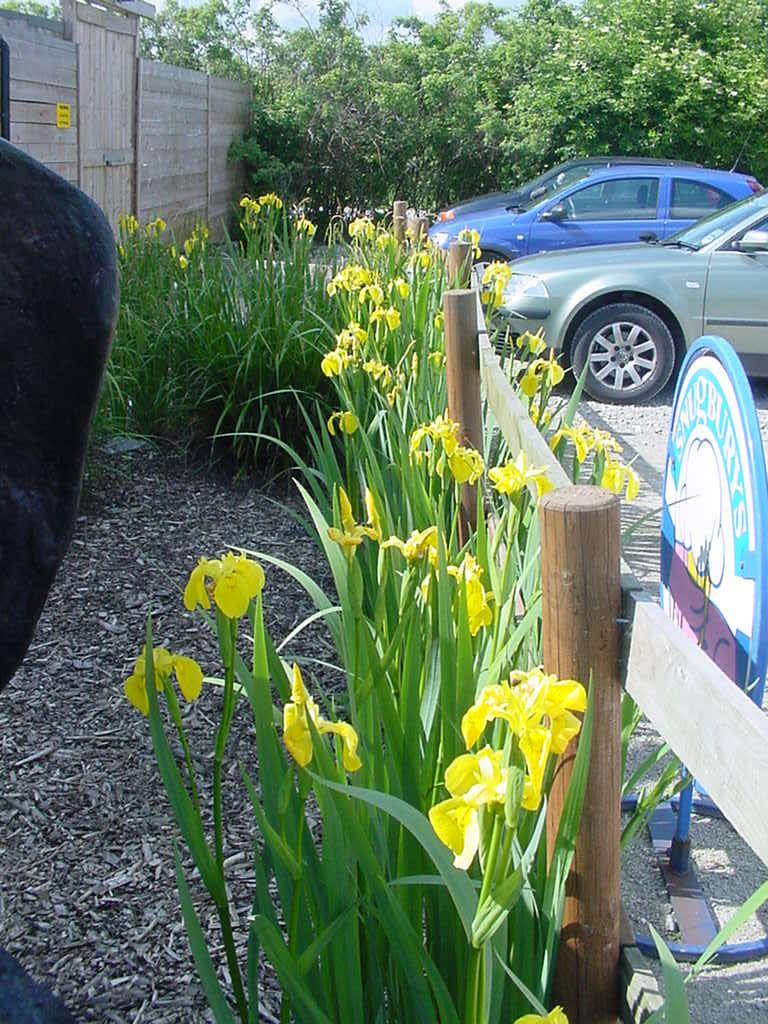
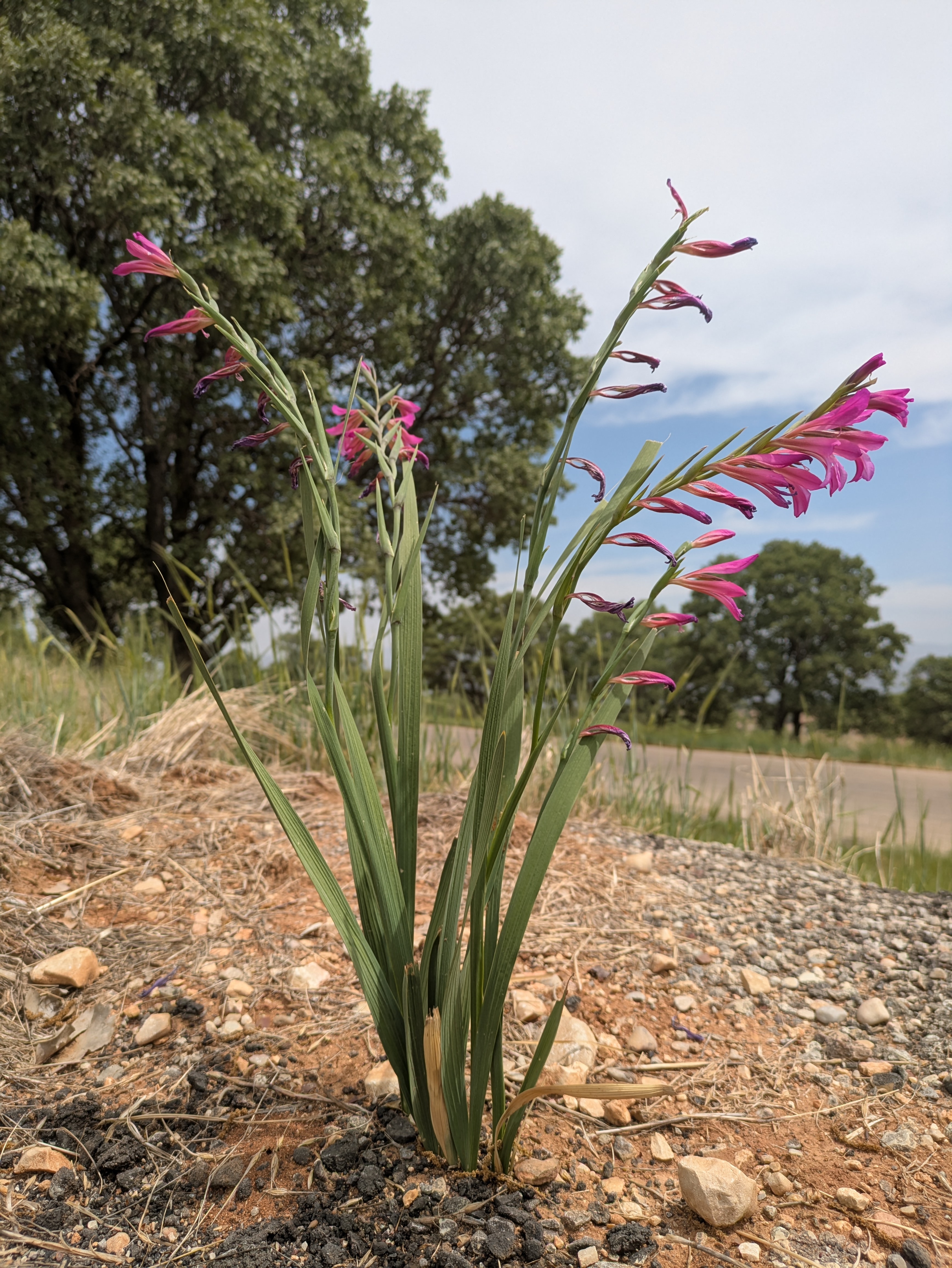
گلایل ایتالیایی خودرو، ایران
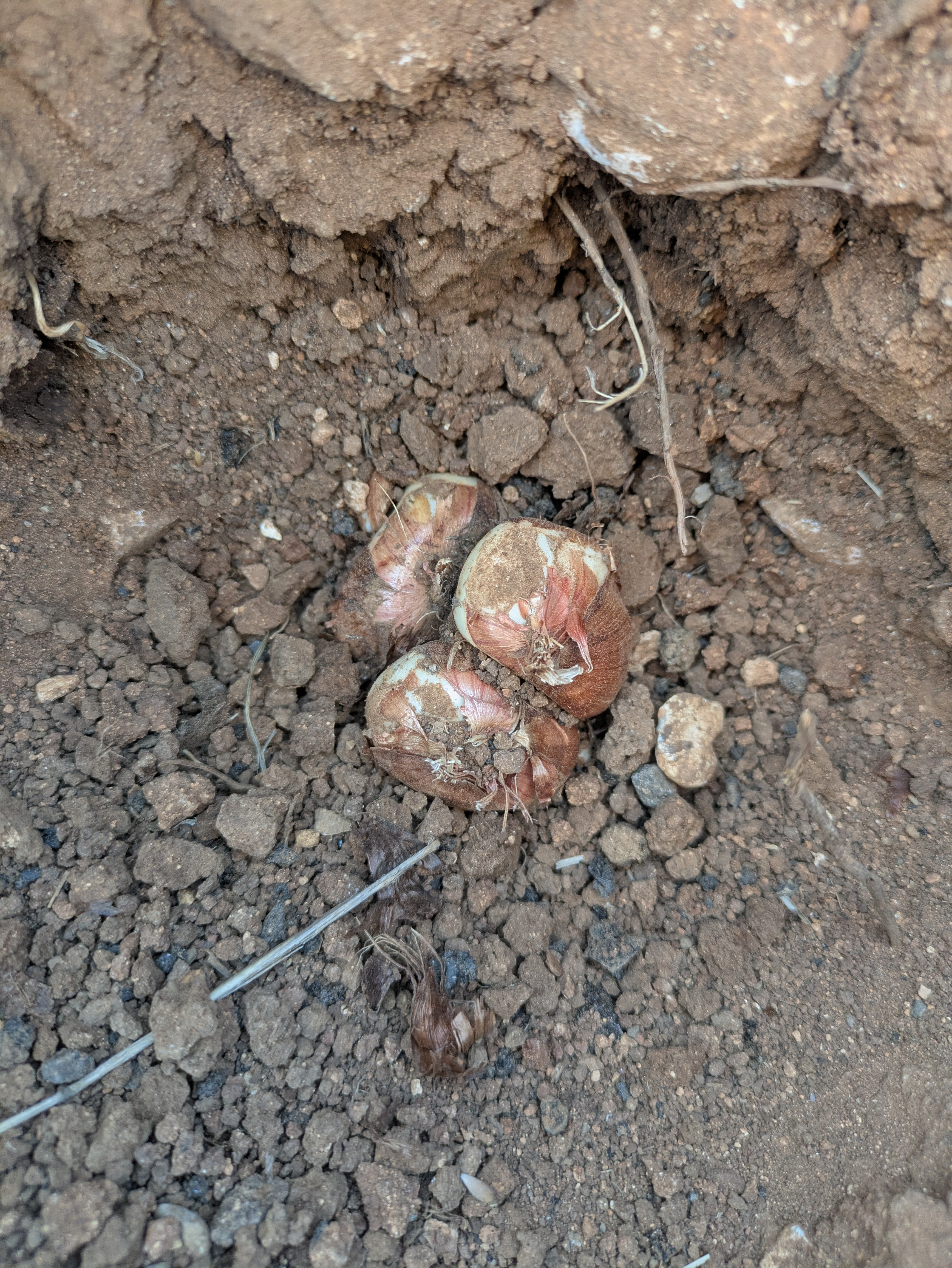
کُرم ( غده) گلایل ایتالیایی خودرو، بهبهان